# Gahard
Gahard (bret. Gwaharzh) – miejscowość i gmina we Francji, w regionie Bretania, w departamencie Ille-et-Vilaine.
Według danych na rok 1990 gminę zamieszkiwało 890 osób, a gęstość zaludnienia wynosiła 36 osób/km² (wśród 1269 gmin Bretanii Gahard plasuje się na 619. miejscu pod względem liczby ludności, natomiast pod względem powierzchni na miejscu 385.).